# Ordina Open 2006
L'Ordina Open 2006 è stato un torneo di tennis giocato sull'erba. 
È stata la 17ª edizione dell'Ordina Open, che fa parte della categoria International Series nell'ambito dell'ATP Tour 2006,
e della Tier III nell'ambito del WTA Tour 2006.
Sia il torneo maschile che quello femminile si sono giocati al Autotron park di Rosmalen, vicino 's-Hertogenbosch nei Paesi Bassi,
dal 18 al 24 giugno 2006.

## Campioni

### Singolare maschile
Mario Ančić ha battuto in finale  Jan Hernych con il punteggio di 6–0, 5–7, 7–5

### Singolare femminile
Michaëlla Krajicek ha battuto in finale  Dinara Safina con il punteggio di 6–3, 6–4

### Doppio maschile
Martin Damm /  Leander Paes hanno battuto in finale  Arnaud Clément /  Chris Haggard con il punteggio di 6–1, 7–6

### Doppio femminile
Yan Zi /  Jie Zheng hanno battuto in finale  Ana Ivanović /  Marija Kirilenko con il punteggio di 3–6, 6–2, 6–2